# Golden Dreams
Golden Dreams est un film sur l'histoire de la Californie présenté comme une attraction du parc Disney's California Adventure de Disneyland Resort à Anaheim en Californie. Le film, réalisé par Agnieszka Holland, met en scène Whoopi Goldberg dans le rôle de Califia, la reine de la Californie. L'attraction a fermé le 7 septembre 2008 pour préparer la construction du parcours scénique The Little Mermaid: Ariel's Undersea Adventure, inauguré le 3 juin 2011.

## Synopsis
Au début du film, les deux statues encadrant l'écran s'éclairent. Elles ont l'aspect d'une divinité féminine. Celle de droite prend vie grâce à un système de projection et se présente comme Califia, reine de la Californie. Elle serait l'esprit de la Californie et la muse de nombreux californiens. Elle apparaît dans plusieurs scènes du film sous différentes formes.
Le film raconte plusieurs périodes de l'histoire de la Californie mais sans être adouci ou fictif. Par exemple, après avoir rencontré de paisibles indiens vivant sur la côte, nous les revoyons capturés et soumis par les missionnaires et conquistadors espagnols.
Après l'installation des américains en Californie, les évènements présentés sont plus nombreux. Le film présente les problèmes rencontrés par les ouvriers chinois sur les chantiers de construction des chemins de fer ou les mineurs lors de la Ruée vers l'or de 1849. Il montre aussi les problèmes liés à l'immigration japonaise se réfugiant aux États-Unis. Le film poursuit avec le XXe siècle. Il évoque les histoires de William Mulholland, celles des américains tentant une nouvelle vie durant la Grande Dépression, des producteurs de cinéma dans les années 1930 et l'effort de guerre des femmes durant la Seconde Guerre mondiale.
Après la guerre des milliers de personnes emménagèrent en Californie car la vie y aurait été meilleure, avec un temps ensoleillé et des banlieues agréables. Le nouveau confort des autoroutes, des loisirs (surtout Disneyland) et une vie facile sont dépeints dans le film. Les années 1950 sont suivies par la contre-culture des turbulentes années 1960. Ensuite le film montre largement l'explosion des nouvelles technologies avec l'histoire de Steve Jobs (joué par Mark Neveldine) et la création des ordinateurs personnels. 
Le message de fin déclare que Califia fournira aux californiens l'imagination et le don de découverte, elle redevient ensuite une statue immobile.

## L'attraction

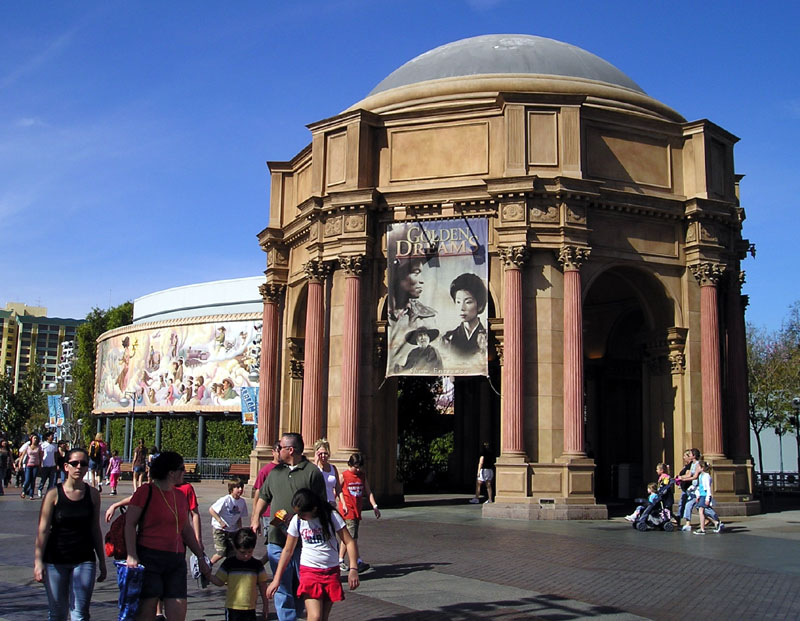
Golden Dreams facade

Les visiteurs entrent dans un cinéma dont l'entrée est une réplique du Palace of Fine Arts de Bernard Maybeck construit à San Francisco pour l'exposition internationale Panama-Pacific de 1915. 
- Ouverture : 8 février 2001 (avec le parc)
- Fermeture : 7 septembre 2008
- Conception : Walt Disney Imagineering
- Capacité : 350 places
- Durée : 22 min
- Type d'attraction : Cinéma
- Situation : 33° 48′ 22″ N, 117° 55′ 17″ O
- Attraction suivante :
  - The Little Mermaid: Ariel's Undersea Adventure (3 juin 2011)